# جون فيرنون
جون فيرنون هو ممثل كندي، ولد في 24 فبراير 1932 في كندا، وتوفي في 1 فبراير 2005 بلوس أنجلوس في الولايات المتحدة.

## أعمال

### أفلام
- (1956) 1984
- (1969) توباز
- (1971) هاري القذر
- (1976) أوت لاو جوسي ويلز
- (2003) لغز المرأة الوطواط

### مسلسلات
- جوال تكساس ووكر

## وصلات خارجية
- جون فيرنون على موقع IMDb (الإنجليزية)
- جون فيرنون على موقع الموسوعة البريطانية (الإنجليزية)
- جون فيرنون على موقع ألو سيني (الفرنسية)
- جون فيرنون على موقع أول موفي (الإنجليزية)
- جون فيرنون على موقع قاعدة بيانات برودواي على الإنترنت (الإنجليزية)
- جون فيرنون على موقع قاعدة بيانات الأفلام السويدية (السويدية)
- جون فيرنون على موقع إن إن دي بي (الإنجليزية)
- جون فيرنون على موقع قاعدة بيانات الفيلم (الإنجليزية)
- جون فيرنون على موقع كينوبويسك (الروسية)